# Chastèlnòu de Randon
Chastèlnòu de Randon (en francès Châteauneuf-de-Randon) és un municipi francès situat al departament del Losera i a la regió d'Occitània.